# Senakhtenrê Iâhmes
Senakhtenrê Iâhmes, dit « l'Ancien », est un roi d'Égypte de la XVIIe dynastie. Il monte sur le trône après le règne de Sekhemrê-Herouhermaât Antef.

## Généalogie
Senakhtenrê Iâhmès épouse Tétishéri, fille de Tienna et de Nofrou dont il a deux enfants : Seqenenrê Tâa, qui lui succède, et sa sœur Iâhhotep Ire qui épouse celui-ci. 
Le successeur de Seqenenrê Tâa, Ouadjkheperrê Kames, est de plus en plus souvent présenté comme son fils plutôt que celui du couple Seqenenrê Tâa et Iâhhotep.
L'épouse secondaire de Taâ, appelée Satdjéhouty, est fille de Tétishéri et sœur du roi. Elle est donc très probablement aussi un enfant de Senakhtenrê.

## Règne
Très peu de traces et de sources contemporaines évoquent ce souverain, dont le règne fut sans doute assez court. Les sources disponibles datent du Nouvel Empire, principalement par le biais de deux tombes thébaines et du canon de Karnak (de Thoutmôsis III).
C'est probablement à partir de son règne, puis sous ceux de ses descendants, que l'Égypte va se libérer de l'occupation des Hyksôs.

### Découverte à Karnak
L'équipe du Centre franco-égyptien d'étude des temples de Karnak (CFEETK) a découvert des éléments d'une grande porte en calcaire d'un grenier du temple d'Amon édifiée au nom de Senakhtenrê. Cette découverte a eu lieu en février 2012, lors de travaux de terrassement et de fouilles conduites dans le secteur du petit temple de Ptah .
L'un des montants de cette porte est un grand monolithe de calcaire haut de deux mètres. Il a été réemployé ultérieurement et servait jusqu'à sa mise au jour de fondation à un édifice postérieur qui jouxtait le temple de Ptah. Cet édifice à présent détruit a fait l'objet d'une étude approfondie du CFEETK.
Ce montant de porte contient trois des cinq noms de la titulature du roi Senakhtenrê, qui n'était qu'indirectement attestée par des sources postérieures et indirectes. Il lève ainsi un peu plus le voile sur cette période charnière de la fin de la Deuxième Période intermédiaire et du début du Nouvel Empire.
Cette découverte confirme les sources antiques qui indiquaient que ce roi avait œuvré à Karnak, en édifiant notamment cette grande porte de calcaire qui ornait autrefois l'une des dépendances du temple d'Amon.

## Titulature
On sait aujourd'hui que l'attribution de son nom de naissance (ou nom de Sa-Rê) Tâa est fondé sur une interprétation erronée d'un papyrus de l'inspection des tombes royales de la fin du Nouvel Empire.